# Marco Cortes
Marco Cortes, nom de scène de Marc Cortes, est un acteur français, né le 20 mars 1996 à Martigues (Bouches-du-Rhône). Il s'est distingué pour son rôle principal dans le film Khamsa, sorti en 2008.

## Biographie
Marc Cortes dit Marco Cortes est né dans une famille de gitans sédentaires d’origine andalouse, vivant à Port-de-Bouc, dans le département des Bouches-du-Rhône, rien ne prédispose le jeune Marco à devenir l'acteur principal d'un long-métrage. C'est sa passion du football qui, paradoxalement, lui vaut cette chance. Repéré par un photographe alors qu'il joue au ballon en extérieur, Marco est invité par deux recruteurs, délégués par le réalisateur Karim Dridi, à participer à l'audition pour le premier rôle du film Khamsa.
En se rendant à l'audition, qui se déroule au cinéma l'Alhambra dans le quartier de l'Estaque à Marseille, le jeune Marco, accompagné de ses parents, se retrouve en compétition avec deux jeunes gitans un peu plus âgés que lui, Ezaï Canlay et Ismaël Gorgan. L'audition, dirigée par le réalisateur Karim Dridi, est remportée par Marco, chez qui Karim Dridi loue la force de caractère, « l'innocence et la rage » (selon ses propres mots), ainsi que les talents de chanteur, que Marco exprime dans l'interprétation d'un chant tzigane.
Les deux autres prétendants au rôle se voient cependant reconnaître un grand talent par le réalisateur, qui leur confectionne un rôle sur mesure afin de les inclure au film.
À la suite de l'audition commencent rapidement des ateliers de préparation au tournage, ateliers assurés par la coach pour enfants Véronique Ruggia, en collaboration avec Karim Dridi. L'imminence du tournage (deux mois seulement) est due au retrait tardif de l'acteur pressenti pour le film, un jeune gitan interdit de tournage par le juge pour enfants à la suite d'une faute grave.
Le tournage a lieu entre septembre et novembre 2007, et oblige Marco à prendre des cours d'escalade et de natation, pour une scène du film où il monte sur une grue et plonge d'une hauteur de quinze mètres. Il doit en outre suivre des cours pour entretenir son niveau scolaire.
Enfin, Marco enregistre ses chants flamenco en studio d'enregistrement, chants qui seront intégrés dans la bande-son du film.

## Carrière
Marco Cortes tient le rôle principal du film Khamsa, sorti en France le 8 octobre 2008. Il interprète le personnage homonyme Marco Sigala, jeune gitan de 11 ans, échappé de sa famille d'accueil, qui cherche à se faire une place parmi les siens au camp gitan de Mirabeau,.

## Filmographie
- 2008 : Khamsa de Karim Dridi